# La Légende de la fileuse
La Légende de la fileuse è un cortometraggio muto del 1908 diretto da Louis Feuillade.

## Produzione
Il film fu prodotto dalla Société des Etablissements L. Gaumont.

## Distribuzione
Distribuito dalla Société des Etablissements L. Gaumont, uscì nelle sale cinematografiche francesi il 13 marzo 1908. È conosciuto anche con i titoli La Sirène e Le Songe du pêcheur.